# Ніхон Рьоікі
Ніхон Рьоікі (яп. 日本霊異記, «Японська духовна історія») — це збірка в жанрі сецува, створена у ранній період Хейан. Написана в періоді між 787 та 824 роком і являє собою найстарішу японську збірку буддистського сецува. 
Складається з трьох томів.

## Назва
Зазвичай назва скорочується до «Ніхон рьоікі», що значить «Примарні Дивні Записи з Японії», проте повна назва інша, а саме «Ніхонкоку Ґемпо Дзен'аку Рьоїкі» (日本国現報善悪霊異記).  
Також назва може читатись як «Ніхон Рейікі».  
На англійську мову книга перекладається як «Miraculous Stories from the Japanese Buddhist Tradition» («Дивовижні Історії Японських Буддійських Традицій»). 

## Історія
Хоча час написання не відомий, є теорія, що це відбулось у 822 році. Автором є священик храму Якусі-дзі. Він писав, що жив із дружиною та сином. Він став священиком храму Якусі-дзі. 

## Зміст
Збірка складається з трьох частин, які знаходяться в трьох томах. Кожен том починається з передмови, а завершується епілогом. Тут загалом знаходиться 116 казок, і всі вони відносяться до буддизму. Також тут усього 9 поем.

## Манускрипти
У даній збірці існує п'ять манускриптів, два з яких є національним скарбом. 
- Кофуку-Дзі, 904 (національний скарб).
- Райґо-ін, пізній Хайан (національний скарб).
- Сінпуку-дзі, період Камакура.
- Санмай-Ін, 1214.
- Маеда, 1236.

Всі манускрипти є неповними. Повні тексти повинні бути відновлені з багатьох інших джерел, і це стало можливим лише після того, як у 1973 році було знайдено Райґо-ін. 